# Diamantele negre (roman)
Diamantele negre (în maghiară Fekete gyémántok) este un roman din 1870 de Mór Jókai.